# ویتربو (کالداس)
ویتربو (انگلیسی: Viterbo, Caldas) نام شهری در کشور کلمبیا است.